# Phong trào Me Too
Phong trào Me Too (bắt nguồn từ hashtag "#MeToo") là một phong trào chống quấy rối và bạo hành tình dục. #MeToo lây lan nhanh chóng vào tháng 10 năm 2017 như một hashtag được sử dụng trên phương tiện truyền thông xã hội để giúp chứng minh sự phổ biến rộng rãi của sự quấy rối và bạo hành tình dục, đặc biệt là tại nơi làm việc. Nó xảy ra ngay sau những tiết lộ công khai về những cáo buộc hành vi lạm dụng tình dục chống lại Harvey Weinstein.
Cụm từ đã được phổ biến rộng rãi bởi Alyssa Milano khi cô khuyến khích phụ nữ nói trên mạng xã hội Twitter về nó và "cho mọi người ý thức về tầm quan trọng của vấn đề". Các phản ứng trên Twitter bao gồm các bài viết gây nhiều chú ý trong công chúng từ một số nhân vật nổi tiếng bao gồm Gwyneth Paltrow, Ashley Judd, Jennifer Lawrence, và Uma Thurman.

## Nguồn gốc

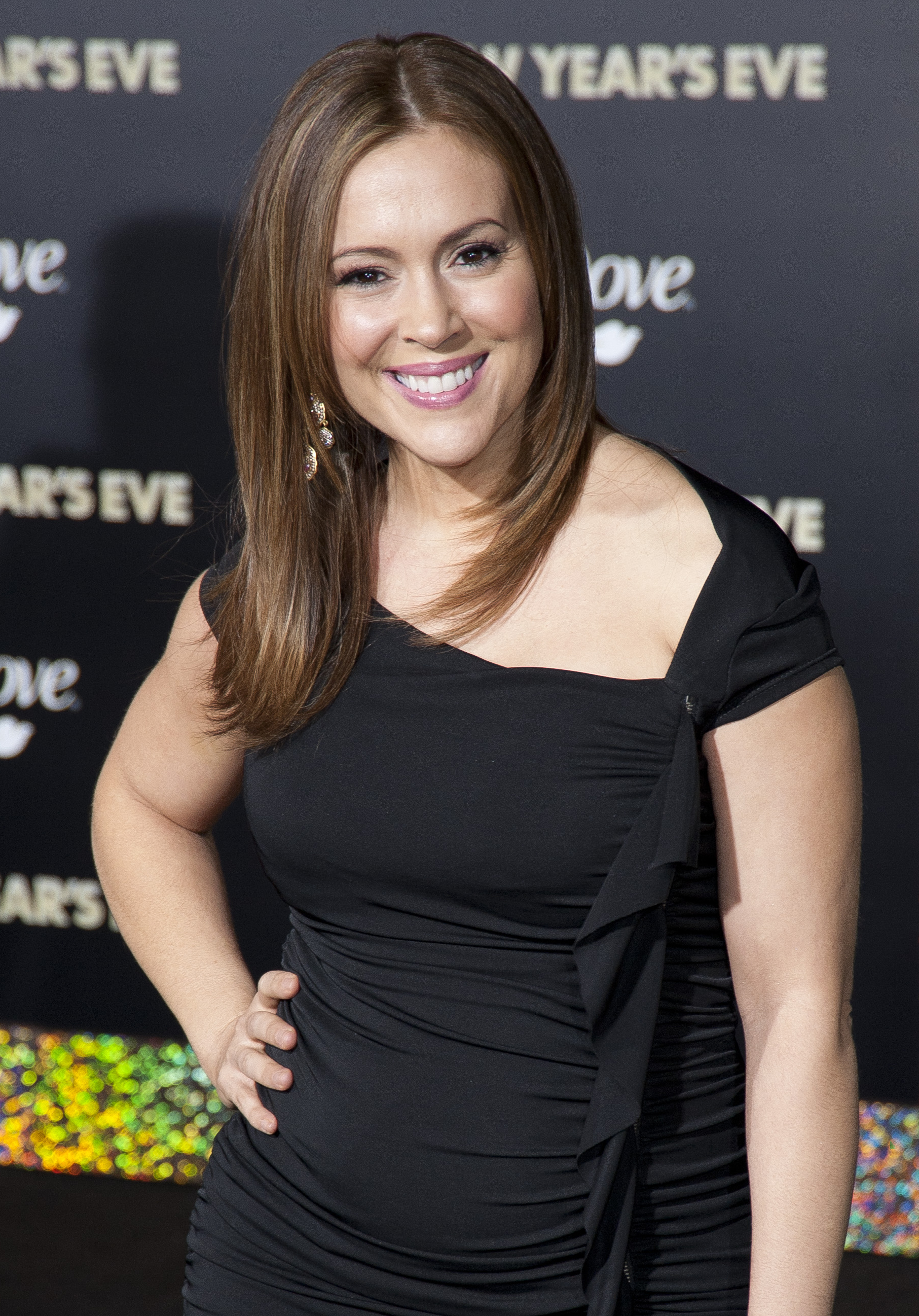
Alyssa Milano khuyến khích việc sử dụng hashtag sau khi cáo buộc chống lại Harvey Weinstein nổi lên vào năm 2017.